# Княжна Тараканова (фильм)
«Княжна Тараканова» — российский дореволюционный художественный немой фильм, снятый в 1910 году по одноимённой пьесе И. В. Шпажинского.

## Сюжет
Княжна Тараканова представляет собой одну из загадочных личностей истории. Мнения историков об её происхождении, равно как и об её трагической кончине, расходятся. Одни признавали за ней действительное право на русский престол как за дочерью тайного брака императрицы Елизаветы Петровны, другие, наоборот, считали её авантюристкой, решившей воспользоваться существовавшими тёмными слухами о существовании дочери Елизаветы и попытаться овладеть троном России. Время унесло в могилу тех, кто знал истину. Но достоверно то, что, как рассказывает нам картина, в городе Пизе славилась красотой и изяществом молодая женщина, которую все знали под именем «принцессы». Вся местная знать была у ног прекрасной чужеземки; не было недостатка и в предложениях, но Тараканова полюбила одного из своих недавних знакомых — богатыря-великана графа Орлова. А пока длилось увлечение и для княжны незаметно летело время среди свиданий и балов, императрица Екатерина II прислала Орлову указ заманить Тараканову на военное судно под предлог осмотра стоявшей тогда в Пизе русской эскадры, арестовать её и доставить в Россию. План, намеченный государыней, был удачно выполнен Орловым, и в скором времени адмирал Грейд, командовавший эскадрой, уже сдавал гражданским властям двоих пленниц: княжну Тараканову и её компаньонку Франческу-де-Мешеде. Тараканову перевели в Петропавловскую крепость, где после ряда допросов она была окончательно приговорена к пожизненному заключению. Такова была воля Екатерины Второй. Ей, конечно, лучше, чем нам, были известны подробности, но кара, возложенная на Тараканову, оказалась выше сил последней. Для измученной дорогой и волнениями предательского ареста Таракановой слишком резким был переход от роскоши пизанских дворцов к мраку крепостного равелина, соломенному ложу и полушубку вместо одеяла. Княжна начала быстро хиреть, и чахотка со всей силой обрушилась на слабый организм, ослабленный ещё более появившимся на свет ребёнком — плодом любви Орлова. Ребёнок был отнят у матери. Орлов заходил однажды к княжне в каземат, чтобы просить прощения за свой поступок, но Тараканова не простила ему предательства. Вскоре избавительница-смерть прекратила страдания Таракановой, о чём также имеются две версии, согласно которым: по первой — княжна умерла от чахотки, а второй — была утоплена в своём каземате во время наводнения. Но прочные стены крепости ревниво берегут свои тайны… И только кисти художников и синематограф пробуют раскрыть и оживить «дела давно минувших дней, преданья старины глубокой».

## В ролях
- В. Микулина — Княжна Тараканова
- Николай Веков — Алексей Орлов
- Николай Васильев — Григорий Потемкин
- Н. Александрова — Екатерина II
- Ф. Семковский — адмирал Грейг
- С. Лазарев — князь Голицын
- Анатолий Ржанов — граф Алексей Толстой
- Надежда Нельская — Франческа де Мешаде

## Критика
«Княжна Тараканова», именем которой названа очередная русская картина фирмы, предполагаемая дочь Елизаветы и гр. А. Разумовского от морганатического брака, родилась в конце 1745 г. была привезена в Петербург, где, после убеждений Екатерины II, удалилась в Ивановский монастырь в Москве, где постриглась под именем Досифеи и умерла в 1810 г. В последней четверти 18-го века появилась на европейском горизонте блестящая женщина. До 1777 года она побывала в Берлине, Генте и др. местах, выдавая себя то за девицу Франк, то за Шейль, то за Тремуйль, а в этом году появилась в Лондоне, затем в Париже, где выдавала себя за Али-Эмете, принцессу Волдомирскую с Кавказа. В конце 1773 года начал распространяться слух, что она дочь покойной императрицы Елизаветы, отправленная ею в Сибирь 6 или 7 лет девочкою, откуда сострадательными людьми перевезённая в Персию, где при дворе шаха получила воспитание, а впоследствии переехала в Европу. В начале 1775 года Тараканова-самозванка появилась в Италии. Императрица Екатерина поручила каким бы то ни было путём захватить опасную авантюристку. Граф Орлов прикинулся влюблённым в неё, вызвался помочь ей достигнуть престола, заманил её хитростью в Ливорно на русский корабль и доставил её в мае в Петропавловскую крепость. В ноябре в Александровском равелине она родила сына от А. Орлова, 4 декабря 1775 года скончалась от чахотки. С именем Таракановой-Самозванки, или, как она себя называла, княжны Таракановой, связана масса легенд, по одной из которых она потонула в каземате во время наводнения 10 сентября 1777 г. Правда, ещё и до сих пор существует мнение, что та, которую принимали за самозванку, была настоящей княжной Таракановой. Во всяком случае, это была далеко не заурядная личность, и поэтому вполне понятен тот интерес, какой возбудит, без сомнения, появление кинематографической иллюстрации этого исторического эпизода. Переходя к исполнению ленты, укажем на то, что она разыграна лучшими московскими артистами, причём каждый из них дал настоящий исторический тип, начиная с г-жи Александровой в роли Екатерины II и кончая остальными артистами в роли «блестящей стаи славных», окружавших императрицу. Наибольшее внимание в картине останавливает на себе изображение г-жой Микулиной самой княжны. Очевидно, прототипом для её изображения послужила артистке известная картина Третьяковской галереи, точную копию с которой представляет последняя сцена ленты в версии смерти от наводнения. О постановке, декорациях и костюмах мы и не говорим, они в деталях соответствуют эпохе.
Где же историзм? Смотрите пьесу «Княжна Тараканова», несколько раз в продолжение её показывается кабинет императрицы Екатерины II, и, право, нарочитая подделка её обстановки под старину прямо бросается в глаза <…> в «Княжне Таракановой» гонцы отвешивают такие уморительные поклоны императрице, что невольно хочется рассмеяться.
Перед нами проходит целый ряд исторических лиц с удивительной правдой. Ничего не упущено в смысле сохранения характера эпохи, быта, костюмов до мелочей. Эта картина — крупное событие на кинематографическом рынке, и мы глубоко уверены в её безумном успехе.
Допускается к демонстрированию при условии исключения аншлагов с письмами и рескриптами и последней сцены появления императрицы Екатерины II.
Нельзя не упомянуть о музыке в «Княжне Таракановой». Не берусь утверждать, чтобы в этом случае главное настроение создавала музыка: исполнение говорило за себя. Отрывки и целые арии из сочинений наших русских композиторов незаметно переходили в народные песни, и притом так мягко, сцена за сценой, что получалось что-то чарующее…